# Aeroportul Andøya
Aeroportul Andøya (IATA: ANX, ICAO: ENAN) este un aeroport din Comuna Andøy, Nordland, Norvegia ce deservește zona Andenes. Aeroportul a fost tranzitat în 2022 de 66.829 de pasageri. A fost deschis în 1957 și numit după Comuna Andøy.
Situat la o altitudine de 13 m, aeroportul dispune de 1 pistă. Este operat de Avinor⁠(d).

## Infrastructură

### Piste
Aeroportul dispune de o singură pistă. Pista 14/32 are suprafața de asfalt și dimensiunile 3.006 m × 45 m. 